# Roxana Mînzatu
Roxana Mînzatu (Brașov, 1º aprile 1980) è una politica romena, Vicepresidente esecutiva della Commissione europea e commissario europeo per le competenze, l'istruzione, la cultura, il lavoro e i diritti sociali nella Commissione von der Leyen II dal 1° dicembre 2024. 
Già ministro per gli investimenti e i progetti europei nel 2019, nel 2024 è stata eletta europarlamentare. 

## Biografia
Mînzatu è nata il 1° aprile 1980 a Brașov. Nel 2002 si è laureata in scienze politiche all'Università di Bucarest e nel 2005 ha attenuto una laurea di secondo livello in integrazione europea presso l'Università cristiana Dimitrie Cantemir. Dal 2004 al 2006 ha lavorato al ministero dell'Integrazione europea. In seguito ha lavorato come manager e consulente per diversi progetti finanziati dall'Unione europea. Tra le sue attività figura anche la direzione di una business school no profit.

## Carriera politica
Mînzatu ha iniziato la sua attività politica nel Partito Social Democratico a livello locale. È stata membro del consiglio distrettuale di Brașov (2004-2008, 2011-2012, 2016). Nel 2015 è stata nominata segretario di Stato presso il ministero dei Fondi europei ed è stata a capo dell'Agenzia nazionale per gli appalti pubblici (ANAP).
Nel 2016 Mînzatu è stata eletta alla Camera dei deputati, dove è diventata segretaria della commissione industria e servizi e membro della commissione affari europei. Nel giugno 2019 è stata nominata ministra per i Fondi europei nel governo di Viorica Dăncilă con l'incarico specifico di accelerare lo sviluppo di settori chiave come lo spreco idrico e le infrastrutture idriche e la digitalizzazione. Ha mantenuto l'incarico fino alla caduta del governo nell'ottobre dello stesso anno. Non è stata ricandidata alle elezioni del 2020 ed è tornata a dedicarsi al settore privato. 
Nel 2024 è stata eletta eurodeputata nella lista comune formata dal Partito Social Democratico e dal Partito Nazionale Liberale. Ha aderito al gruppo dell'Alleanza Progressista dei Socialisti e dei Democratici ed è entrata a far parte della commissione Sviluppo regionale.
Nel settembre del 2024 il governo romeno l'ha indicata come commissaria europea. La presidente della Commissione, Ursula von der Leyen, le ha assegnato una vicepresidenza esecutiva con delega alle persone, alle competenze e alla preparazione.